# Гринчишин Іван
Іван Гринчишин (28 листопада 1888, с. Звиняч, нині Чортківського району Тернопільської області — † р.см. невідом., Канада) — український громадський діяч, педагог.

## Життєпис
Учителював у різних школах у Канаді.
Співзасновник студентського гуртка ім. А. Коцка та інституту ім. Михайла Грушевського в місті Едмонтоні, його управитель.
Секретар західних шкіл у Мирнамі.

## Доробок
Автор публікацій у пресі.